# Globicornis sulcata
Globicornis sulcata là một loài bọ cánh cứng trong họ Dermestidae. Loài này được Brisout de Barneville miêu tả khoa học năm 1866.